# 4e régiment de grenadiers « roi Frédéric le Grand » (3e régiment d'infanterie prussien-oriental)
Pour les articles homonymes, voir 4e régiment.
Le 4e régiment de grenadiers « roi Frédéric le Grand » (3e régiment d'infanterie prussien-oriental) est une unité d'infanterie de l'armée prussienne.

## Histoire
Le 4e régiment de grenadiers « roi Frédéric le Grand » (3e régiment d'infanterie prussien-oriental) est fondé le 1er mai 1626 et est rattaché au 1er corps d'armée (1820-1849, 1851-1914) au 2e corps d'armée (1850), le 2e division d'infanterie (1820-1849, 1856-1914) et la 4e division d'infanterie (1850) et la 2e brigade d'infanterie (1820–1849), la 4e brigade d'infanterie (de) (1850), la 1re division d'infanterie (1851–1855), la 3e brigade d'infanterie (1856-1899, 1902-1914) et la 73e brigade d'infanterie (de) (1899-1902).
Le 1er mai 1626, Georges-Guillaume accorde au colonel Hildebrand von Kracht la capitulation d'un régiment d'infanterie d'un effectif de 3000 hommes en 15 compagnies.
Neuf compagnies sont rassemblées près de Francfort-sur-l'Oder, jusqu'en juin pour les autres compagnies (également dans les villes du Brandebourg).
Le 13 octobre 1626, l'électeur, en raison de la menace suédoise sur la Prusse, délivre des brevets de recrutement pour 14 nouvelles compagnies, dont cinq doivent former le régiment de Corps avec cinq du régiment de Kracht, les neuf autres rejoignent le régiment de Kracht, qui compte donc 19 compagnies. Le régiment du Corps atteint l'effectif de neuf compagnies. Mais l'association du régiment (comme celle du régiment du Corps) est déchirée lorsque le prince-électeur emmène en décembre 1626 la plus grande partie des troupes des Marches en Prusse, à savoir l'état-major du régiment et, entre autres, douze compagnies du régiment de Kracht.
En 1627, Kracht retourne dans les Marches, le 26 septembre (6 octobre) 1627, il est relevé du commandement de son régiment en Prusse.
Les 16/26 septembre 1629 est le traité d'Altmark, selon lequel Memel, Pillau et d'autres lieux restent aux mains des Suédois, en échange de quoi le prince-électeur reçoit Marienbourg, Stuhm et d'autres lieux ; ces lieux ont été occupés auparavant par ce régiment.
Le 28 novembre (8 décembre) 1629 l'ancien lieutenant-colonel du régiment Streiff von Lauenstein devient colonel du régiment, après sa capitulation (19 février 1630), il doit être fort de huit compagnies ; de ceux-ci, trois disparaissent en 1632.
1er juin 1635 : ces cinq compagnies restantes, qui composent actuellement le régiment, arrivent Memel, lorsque l'électeur regagne sa forteresse prussienne par la paix de Stuhmsdorf.
Les 5 et 15 janvier 1636, deux compagnies s'avancent vers Pillau, puis encore trois en 1639.
Le 28 septembre 1657, les deux compagnies de Memel quittent la liaison du régiment avec les trois de Pillau ; celles-ci rejoignent la Garde du Corps du prince-électeur, fort de quatre compagnies et placé sous les ordres du colonel de la Cave ; le 9 juin 1660, cette liaison est à nouveau rompue.
En 1675, la compagnie de Pillau est passée à quatre, puis à six compagnies en 1687.
En 1689, le prince électeur réorganise souvent les garnisons des forteresses de manière qu'elles forment deux bataillons (un bataillon de campagne et un bataillon de garnison), ce qui fait que les compagnies de Pillau deviennent également un régiment de deux bataillons de cinq compagnies chacun, le bataillon de garnison étant réduit par la suite. En 1689, le bataillon de campagne se rend sur le Rhin pour la campagne contre la France.
Le 1er/11 avril 1692, ce bataillon devint un régiment indépendant, car l'ancien gouverneur de Pillau et colonel (chef) de la garnison locale (colonel von Brandt) cède le gouvernement de Pillau, devient gouverneur de Magdebourg et reçoit de son successeur à Pillau (comte Alexander Dohna) trois compagnies de son régiment, en échange de quoi les compagnies (trois) encore présentes à Pillau rejoignent le 5e régiment.
Au début de l'année 1713, Frédéric Guillaume Ier fixe durablement l'effectif de la plupart des régiments d'infanterie, y compris celui de ce régiment, à deux bataillons de cinq compagnies chacun.
À partir du 29 mars 1735, les grenadiers, jusqu'alors répartis dans les compagnies, sont regroupés en deux compagnies, les régiments se composent désormais de deux bataillons d'une compagnie de grenadiers et de cinq compagnies de mousquetaires chacun ; les compagnies de grenadiers de deux régiments se rejoignent en cas de mobilisation pour former un bataillon de grenadiers.
27 février 1787 : Réorganisation. Les deux compagnies de mousquetaires sont transformées sont transformées en deux bataillons de grenadiers, de sorte que le régiment se compose désormais d'un bataillon de grenadiers et de deux bataillons de mousquetaires à quatre compagnies chacune.
Le 14 février 1788, il est décidé que chaque régiment d'infanterie reçoit au 1er juin un bataillon de dépôt qui n'accueillera que les personnes aptes au service de garnison et servira de bataillon de réserve en cas de guerre ; les anciens régiments de garnison sont dissous ; le régiment reçoit comme bataillon de dépôt trois compagnies du 1er régiment de garnison von Bose.
Le 1er octobre 1797, les bataillons de dépôt reçoivent une quatrième compagnie et (depuis janvier 1796) le nom de 3e bataillon de mousquetaires ; leur destination reste essentiellement la même.
Le 28 février 1799, le régiment est restructuré : par la transformation de deux compagnies de grenadiers en compagnies de mousquetaires, le régiment obtient l'état de deux compagnies de grenadiers, d'un 1er et d'un 2e bataillon de mousquetaires à cinq compagnies et d'un 3e bataillon de mousquetaires à quatre compagnies ; les grenadiers de deux régiments chacun se réunissent à nouveau en un bataillon de grenadiers. Les grenadiers du régiment forment avec ceux du 5e régiment un bataillon qui s'appelle en 1806 von Fabecki.
Le 20 novembre 1807, le 21e bataillon de fusiliers von Stutterheim est affecté comme bataillon léger aux grenadiers dans l'ancienne formation de bataillon.
En 1813, un 3e bataillon de mousquetaires et trois bataillons de réserve sont créés et le bataillon de mousquetaires, le 1er et le 2e bataillon de réserve sont remis à un autre régiment.
Le 14 octobre 1814, les deux compagnies de grenadiers sont remises au 1er régiment de grenadiers de la Garde, où elles deviennent les 9e et 10e compagnies. En 1859, d'importants détachements d'officiers suivent, également au profit de l'actuel 44e régiment d'infanterie. Le 27 septembre 1866, les 2e, 14e et 15e compagnies sont transférées au 74e régiment d'infanterie (de).
Des détachements ultérieurs suivent le 1er avril 1881 (9e compagnie au 128e régiment d'infanterie (de)), le 1er avril 1887 (11e compagnie au 135e régiment d'infanterie (de)) et le 1er avril 1897 (4e bataillon du 147e régiment d'infanterie). Le 2 octobre 1893, un 4e (demi-bataillon) est formé.

### Garnisons
- 1626 : Marche et Prusse
- 1629 : Stuhm, Marienwerder et autres lieux
- 1635/36 : Memel
- 1635 : Pillau, avec Memel jusqu'en 1657
- 1692: principalement sur le terrain
- 1698 : Magdebourg
- 1716 : Prusse-Orientale, jusqu'en 1815 principalement à Bartenstein, Friedland, Heiligenbeil, Schippenbeil, entre 1742/44 à Breslau
- 1815 : Dantzig (garnison d'état-major), 1819 à 1827 Elbing, 1833 à 1838 Graudenz
- 1850 : Bromberg, Graudenz, Konitz
- 1851/55 : Königsberg, Gumbinnen
- 1865/66 : Culm (et 1871–1879)
- 1882 : Neufahrwasser
- 1886 : Ortelsbourg
- 1889 : Allenstein, avec jusqu'en 1890 Ortelsbourg
- 1898 : Rastenbourg

### Désignation
- jusqu'en 1808 : d'après les chefs du régiment
- à partir du 7 septembre 1808 : 3e régiment d'infanterie prussien-oriental
- à partir du 5 novembre 1816 : 4e régiment d'infanterie (3e régiment d'infanterie prussien-oriental)
- à partir du 10 mars 1823 : 4e régiment d'infanterie
- à partir du 4 Juillet 1860 : 4e régiment de grenadiers (3e régiment d'infanterie prussien-oriental)
- à partir du 27 janvier 1889 : 4e régiment de grenadiers « roi Frédéric II » (3e régiment d'infanterie prussien-oriental)
- à partir de 7 septembre 1901 : 4e régiment de grenadiers « roi Frédéric le Grand » (3e régiment d'infanterie prussien-oriental)

### Chefs du régiment
- 1626 à 1627 : Hildebrand von Kracht
- 1629 à 1632 : Johann Streiff von Lauenstein (de)
- 1632 à 1634 : Henning von Goetze (de)
- 1634 à 1653 : Adam Valentin von Redern (de)
- 1653 à 1657 : Otto Wilhelm von Podewils (de)
- 1657 à 1679 : Pierre de la Cave (de)
- 1679 à 1688 : Wolfgang Christoph Truchsess von Waldburg (de)
- 1688 à 1689 : Johann Georg von Belling
- 1689 à 1702 : Wilhelm von Brandt
- 1702 à 1708 : Christoph Albrecht von Kanitz (de)
- 1708 : Frédéric-Louis d'Orange, fils de Frédéric-Guillaume Ier
- 1711 à 1736 : Albrecht Konrad Finck von Finckenstein
- 1712 : Prince Frédéric II
- 1736 à 1738 : Andreas Joachim von Kleist (de)
- 1738 à 1768 : Hans von Lehwaldt
- 1768 à 1777 : Frédéric d'Anhalt (de)
- 1777 à 1782 : Johann Christian Wilhelm von Steinwehr (de)
- 1782 à 1786 : Viktor Amadeus Henckel von Donnersmarck
- 1786 à 1794 : Franz Ludolph Ferdinand von Wildau
- 1794 à 1795 : Johann Karl Leopold von Larisch
- 1795 à 1803 : Georges-Frédéric-Henri de Hohenlohe-Ingelfingen (de)
- 1803 à 1809 : Ehrenreich Wilhelm Gottlieb von Besser
- 1809 à 1830 : Louis Ier de Bade
- 1842 à 1848 : Wilhelm von Krauseneck
- 1861 à 1869 : Franz Karl von Werder
- 1871 à 1873 : Jean Ier de Saxe
- 1884 à 1901 : Hugo von Obernitz

## Commandants
- 1807 : v. Wostrowski
- 1811 : Ferdinand Ludwig von Sjöholm (de)
- 1816 : Wilhelm von Braunschweig (de)
- 1830 : Friedrich von Dedenroth (de)
- 1837 : Friedrich von Freysleben (de)
- 1841 : Johann Ernst May (de)
- 1847 : v. Ostwien
- 1848 : v. Olberg
- 1850 : Woldemar von Trotha (de)
- 1851 : Friedrich Wilhelm Schonert (de)
- 1853 : Karl Breetz (de)
- 1857 : Ferdinand von Seelhorst (de)
- 1860 : Heinrich von Lyncker (de)
- 1865 : Karl Friedrich von Wedel (de)
- 1869 : Siegfried von Tietzen und Hennig (de)
- 1872 : v. Deutsch
- 1873 : Arthur von Gayl (de)
- 1879 : Hermann von Lettow-Vorbeck
- 1883 : Frhr. v. Eberstein
- 1885 : v. Scholten
- 1888 : v. Stuckradt
- 1888 : Eugen Keyler (de)
- 1891 : v. Kamptz
- 1895 : Werner
- 1897 : Alexander von Linsingen
- 1900 : Henzen
- 1903 : Raatz

### Déploiements
Le régiment participe à la guerre de Trente Ans de 1616 à 1648, à la Première guerre du Nord de 1658 à 1660 et à la Grande guerre turque de 1684 à 1686 et de 1693 à 1698. Il combatt plus tard dans la guerre de Succession d'Espagne de 1702 à 1713, la Grande Guerre du Nord en 1715-16, la Guerre de Succession de Pologne en 1734, la Première guerre de Silésie en 1742 et la Seconde guerre de Silésie en 1745 ; puis de 1757 à 1762 dans la guerre de Sept Ans, de 1778 à 1779 dans la guerre de Succession de Bavière, dans la guerre austro-prussienne de 1866 contre l'empire d'Autriche et en 1870/71 dans la guerre franco-prussienne.

### Première Guerre mondiale
Le 17 août 1914, le régiment est mobilisé conformément au plan de mobilisation. Il fait partie de la 3e brigade d'infanterie, de la 2e division d'infanterie, de la 8e armée et du 1er corps d'armée. Outre le régiment partant en campagne, il met sur pied un bataillon de réserve de quatre compagnies ainsi que deux dépôts de recrues. Le 29 août 1918, le régiment reçoit sa propre compagnie de mines, formée à partir d'éléments de la compagnie de lanceurs de mines.